# Душевски колиби
Душевски колиби е село в Северна България, община Севлиево, област Габрово.

## География
Село Душевски колиби се намира на около 15 km юг-югозападно от град Севлиево, 26 km запад-северозападно от град Габрово и 5 km южно от село Душево. Разположено е в Предбалкана, в северните разклонения на Черновръшки рид, по десния (северния) долинен склон на река Левица, десен приток на Боазка река. Пътят през селото води на запад с разклонение към две връзки с общинския път GAB1165 и селата Столът, Градница, Млечево и Боазът, а на изток – през село Корията към село Шумата. Надморската височина по пътя в Душевски колиби нараства от около 460 m в северозападния край на селото до около 530 m – в югоизточния.
Населението на село Душевски колиби, наброявало 227 души при преброяването към 1934 г., намалява до 47 към 1975 г. и 21 – към 2011 г., а – по текущата демографска статистика за населението, към 2019 г. наброява 16 души.

## История
През 1902 г. в махала Душевски колиби е открито начално училище, ползващо помещение в частна къща. През 1910 г. е построена училищна сграда с една класна стая. Преподаването на учебния материал, а и обучението като цяло, са затруднени, тъй като четирите начални класа са слети. През 1954 г. към училището е построена пристройка от една класна стая. По-късно училището е закрито, вероятно поради намаляващия брой на учениците.
През 1995 г. дотогавашното населено място махала Душевски колиби придобива статута на село..
Село Душевски колиби към 2020 г. е в състава на кметство Душево. Кметството включва селата Душевски колиби, Душево и Корията.

## Население
Преброяване на населението през 2011 г.
Численост и дял на етническите групи според преброяването на населението през 2011 г.:
|                     | Численост | Дял (в %) |
| Общо                | 21        | 100,00    |
| Българи             | 9         | 42,85     |
| Турци               | 0         | 0,00      |
| Цигани              | 0         | 0,00      |
| Други               | 0         | 0,00      |
| Не се самоопределят | 0         | 0,00      |
| Неотговорили        | 12        | 57,14     |

## Културни и природни забележителности
През 1876 г. през селото преминава четата на опълченеца от Габрово – Цанко Дюстабанов. Има указателна табела към пътеката на четата.